# Tijani Fahie
Tijani Fahie (* 4. November 1998) ist ein Fußballspieler von St. Kitts und Nevis.

## Karriere

### Klub
Er begann seiner Karriere in der Saison 2016/17 beim Sandy Point FC und wechselte zur Folgesaison zum Conaree FC. Seit 2021 spielt er wieder für Sandy Point.

### Nationalmannschaft
Seinen ersten Einsatz für die A-Nationalmannschaft von St. Kitts und Nevis hatte er am 25. März 2022 bei einer 0:1-Freundschaftsspielniederlage gegen Andorra.